# Quora
Quora är en webbplats där frågor ställs, besvaras, redigeras och organiseras av dess användare. Företaget grundades i juni 2009 och webbplatsen gjordes tillgänglig för allmänheten den 21 juni 2010. Användare kan samarbeta genom att redigera frågor och föreslå ändringar till andra användares svar.

## Historia
Quora grundades av två tidigare Facebook-anställda, Adam D'Angelo och Charlie Cheever. D'Angelo lämnade sin anställning på Facebook i januari 2010 för att skapa Quora.  Han sade att han och Cheever blev inspirerade att skapa Quora eftersom "vi trodde att Q & A är ett av de områden på internet där det finns en hel del platser, men ingen hade kommit tillsammans och byggt något som var riktigt bra än." Quoras bas av användare växte snabbt i december 2010.
Quora hade uppskattningsvis 500 000 registrerade användare i januari 2011. I juni 2011 omdesignade Quora sin webbplats i syfte att göra upptäckt av information och navigering enklare. Vissa noterade att den omgjorda webbplatsen hade tydliga likheter med Wikipedia. Quora släppte en officiell iPhone-app den 29 september 2011 samt en officiell Android-app den 5 september 2012.
I september 2012 meddelade Quora att grundaren Charlie Cheever steg ner från sin dåvarande roll på företaget, samtidigt som han fortsatte genom att behålla en rådgivande roll. En artikel i Business Insider citerade ett anonymt Quora-svar, som påstod sig vara skriven av en insider, som uppgav att Cheever lämnade företaget eftersom han ville fokusera på användarupplevelsen, medan D'Angelo ville fokusera på tillväxt, och D'Angelo  genom att finansiera serie B-investeringar främst från sina egna pengar, förvärvat tillräcklig kontroll över företaget för att göra saker på sitt sätt.
I januari 2013, lanserade Quora en bloggingfunktion.
Quora lanserade fulltextsökning av frågor och svar på sin hemsida den 20 mars 2013, och utvidgade funktionen till mobila enheter i slutet av maj 2013. De tillkännagav också i maj 2013 att all dess statistik hade tredubblats jämfört med samma tid året innan.
Den 12 november 2013 införde Quora en funktion de kallade Stats (statistik), en instrumentpanel för sina skribenter, detta för att ge alla Quora-användare möjlighet att se en sammanfattning av, och detaljerad statistik om, hur många människor som hade sett, röstat på, följt och delat deras frågor och svar. TechCrunch rapporterade 2013 att trots att Quora inte har några omedelbara planer på att bli kommersiellt, så trodde Quora att sökannonser sannolikt skulle bli dess eventuella källa till intäkter.
Quora sägs, som en samarbetsTproducerad kunskaps- och tjänsteresurs, fungera enligt principen om massans visdom.

## Språk
Nedanstående språk finns tillgängliga på webbplatsen idag.
| - Arabiska - Benhali - Danska - Nederländska - Engelska - Finska - Franska - Tyska - Gujarati - Hebreiska - Hindi - Indonesiska - Italienska - Japanska - Kannada - Malayalam - Marathi - Norska - Polska - Portugisiska - Spanska - Svenska - Tamil - Telugu |